# Шоу Майкла Джей Фокса
«Шоу Майкла Джей Фокс» (англ. The Michael J. Fox Show) — комедійний серіал каналу NBC з Майклом Джей Фоксом у головній ролі. Прем'єра шоу відбулася 26 вересня 2013 року. Канал замовив відразу 22 епізоди нового шоу. Авторами серіалу, знятого однією камерою, стали Уїлл Глак і Сем Лейборн, що брав участь у створінь шоу «Місто хижачок»

## Сюжет
У центрі сюжету опиняється знаменитий телеведучий Майкл Генрі, давно має хворобу Паркінсона, і який отримує другий шанс, повернувшись на телебачення. Події серіалу в чому засновані на життя самого Фокса.

## В ролях
- Майкл Джей Фокс —  Майкл Генрі
- Бетсі Брендт —  Енні
- Конор Ромеро — Йен
- Джульєтта Гоглі —  Єва
- Джек Гор —  Грем
- Кеті Фіннеран —  Лі
- Уенделл Пірс —  Гарріс